# Captain Sky

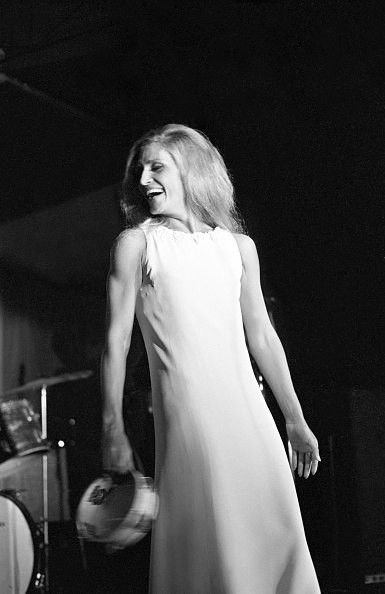
Dalida en 1968.

Captain Sky est une chanson dont la version en français, créée et interprétée par Dalida, est sortie en 1976. Les paroles d'origine, en italien, sont de Vito Pallavicini et la musique composée par Pino Massara (it) et Salvatore Cutugno dit Toto Cutugno, avant que des paroles en français soient écrites par Eddy Marnay pour une interprétation par Dalida. Le titre figure sur l'album Femme est la nuit, sorti la même année. 
Par ailleurs, une version en allemand de l'œuvre est aussi interprétée par Dalida. 